# NGC 913
NGC 913 (również PGC 9230) – galaktyka soczewkowata (S0), znajdująca się w gwiazdozbiorze Andromedy. Odkrył ją Édouard Jean-Marie Stephan 30 listopada 1878 roku.